# Torregrossa
Torregrossa è un comune spagnolo di 2 161 abitanti situato nella comunità autonoma della Catalogna.